# The Hidden Cameras

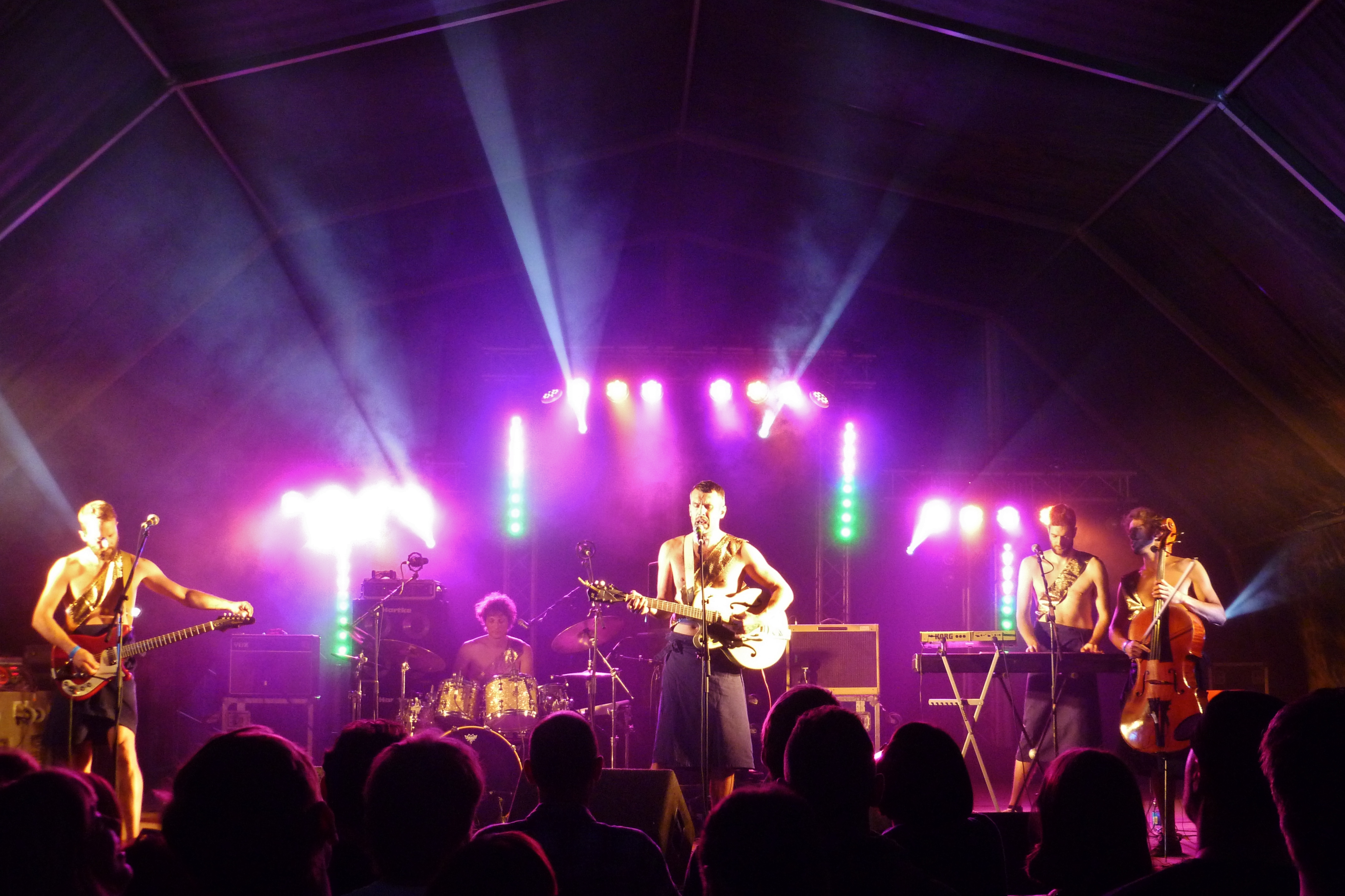
The Hidden Cameras em ano 2014

The Hidden Cameras é uma banda queercore/indie pop de Toronto, Canadá. Liderados pelo cantor e compositor Joel Gibb, a banda é formada por um rol variado de músicos que tocam o que Gibb certa vez descreveu como "música popular de igreja gay". Suas performances ao vivo são bastante elaboradas e enérgicas, com go-go dancers mascarados, um coro e uma pequena orquestra de cordas. As músicas dos The Hidden Cameras estiveram presentes como parte da trilha sonora no filme canadense Whole New Thing e no filme de origem alemã Sommersturm.

## História

### 2001–2002: Ecce Homo
O primeiro álbum, Ecce Homo, foi lançado de forma independente (apenas com Joel Gibb formando oficialmente a banda) em 2001 pela EvilEvil. Doi só após esse lançamento que Gibb montou a banda, passando a realizar shows em diversos locais (galerias de arte, igrejas, parques e até cinemas pornô). Os The Hidden Cameras têm sido anfitriões de uma série de músicos notáveis, incluindo Reg Vermue, Owen Pallett, Laura Barrett, Don Kerr, Magali Meagher (da The Phonemes), Mike Olsen (do Arcade Fire) e Maggie MacDonald.

### 2003: The Smell of Our Own
O álbum de 2003, The Smell of Our Own foi lançado pelo selo Rough Trade no Reino Unido, e pela EvilEvil no Canadá.

### 2004–2005: Mississauga Goddam and The Arms of His 'Ill'
Em 2004, eles lançaram seu terceiro álbum, Mississauga Goddam, pela Rough Trade e também pela EvilEvil canadense. O EP,  The Arms of His 'Ill', foi lançado pela gravadora californiana  Absolutely Kosher Records no mesmo ano, e teve a arte de capa especialmente criada por Paul P. e G.B. Jones. Em novembro de 2005, a banda colaborou com o Toronto Dance Theatre no show In the Boneyard no Harbourfront Centre, Toronto, Ontario. Dançarinos se juntaram à banda durante o show e a banda se apresentou no palco em trajes de gala.
Três das canções de Mississauga Goddam, We Oh We, I Believe in the Good of Life (uma regravação da música lançada no primeiro álbum), e "Builds the Bone", estão em destaque no longa-metragem canadense Whole New Thing. "We Oh We" também está incluída na trilha sonora do filme alemão Sommersturm (Summer Storm).

### 2006: Awoo
Awoo, teve em 2006 suas gravações lançadas pela Rough Trade na Europa, EvilEvil no Canadá e sob o selo Arts & Crafts nos EUA. A canção "Boys of Melody" dos The Hidden Cameras aparece na soundtrack do filme de John Cameron Mitchell, Shortbus, que estreou em 2006. No mesmo ano, eles se apresentaram no Take-Away Show, que foi gravado por Vincent Moon.

### 2009: Origin:Orphan
Seu quinto álbum, Origin: Orphan, foi masterizado em Maio de 2009. O vídeo da música "In The NA", uma canção deste álbum, foi exibido no 19th Annual Inside Out Film and Video Festival. O álbum foi lançado em 22 de setembro de 2009.
Cinco das músicas de Origin: Orphan foram regravadas pela banda de pop eletrônico catalã Hidrogenesse e lançadas sob o nome de Hidrogenesse versus The Hidden Cameras, em Maio de 2010. Além disso, um vídeo de "He Falls to Me" foi feito por Darío Peña.

## Discografia
O material da banda foi lançado por diversas gravadoras, incluindo Rough Trade no Reino Unido, Arts & Crafts nos EUA e EvilEvil no Canadá.

### Álbuns
- Ecce Homo, 2001
- The Smell of Our Own, 2003
- The Hidden Cameras Play the CBC Sessions, 2003
- Mississauga Goddam, 2004
- The Arms of His 'Ill', 2004
- Awoo, 2006
- Origin:Orphan, 2009

### Singles
- Ban Marriage, 2003
- A Miracle, 2003
- I Believe in the Good of Life, 2004
- Learning the Lie, single duplo, 2005
- Death of a Tune, 2006
- Awoo, 2006
- In the NA, 2009
- Underage, 2010
- Do I Belong?, 2011

### Trilhas Sonoras
- Rebels Rule, dirigido por Will Munro, 2002
- Sommersturm, dirigido por Marco Kreuzpaintner, 2004
- Shortbus, dirigido por John Cameron Mitchell, 2006
- Whole New Thing, dirigido por Amnon Buchbinder e co-escrito por Daniel MacIvor, 2006
- Small Town Gay Bar, dirigido por Malcolm Ingram, 2006
- The Lollipop Generation, dirigido por G.B. Jones, 2008